# Sérgio Abreu (luthier)
Sérgio Rebello Abreu (Rio de Janeiro, 5 de junho de 1948 - Rio de Janeiro, 19 de janeiro de 2023) foi um violonista e luthier brasileiro.
Foi violonista durante sua juventude, tendo estudado com seu avô Antonio Rebello e seu pai Osmar Abreu. Seguindo seus estudos a partir de 1961 com a violonista Monina Távora.

## Carreira
Em 1968, Sérgio iniciou sua carreira internacional na Inglaterra ao lado de seu irmão Eduardo Abreu formando o grupo Duo Abreu. A atuação do grupo se estendeu à Europa, Austrália e Estados Unidos com turnês anuais. Eduardo abandonou o violão profissionalmente em 1975 e Sérgio prosseguiu uma carreira solo até 1981, ano de seu último concerto.
Após esse período, desenvolveu seu interesse pela construção de violões e foi considerado um dos grandes luthiers brasileiros. Seus instrumentos são construídos com base no modelo do fabricante alemão Hermann Hauser, do qual Sérgio Abreu possui um exemplar de 1930.
Faleceu em 19 de janeiro aos 74 anos no Rio de Janeiro, estava internado no Hospital Silvestre, o músico enfrentava problemas pulmonares.

## Discografia
- The Guitars of Sérgio and Eduardo Abreu (1971)
- Photo of Sud Africa 1973 Tour

## Prêmios
- Concurso Internacional de Violão (1967)[14]
- Photo: Abreu Sud Africa tour 1973[15]